# Debarina
Debarina es un género de foraminífero bentónico de la familia Debarinidae, de la superfamilia Nezzazatoidea, del suborden Nezzazatina y del orden Lituolida. Su especie tipo es Debarina hahounerensis. Su rango cronoestratigráfico abarca el Aptiense (Cretácico superior).

## Discusión
Clasificaciones previas incluían Debarina en la familia Haplophragmoididae de la superfamilia Lituoloidea, así como en el suborden Textulariina del orden Textulariida, o en el orden Lituolida sin diferenciar el suborden Nezzazatina.

## Clasificación
Debarina incluye a la siguiente especie:
- Debarina hahounerensis